# 阿奈马莱
阿奈马莱（Anaimalai），是印度泰米尔纳德邦Coimbatore县的一个城镇。总人口16556（2001年）。

## 人口
该地2001年总人口16556人，其中男性8139人，女性8417人；0—6岁人口1519人，其中男724人，女795人；识字率71.22%，其中男性为77.71%，女性为64.94%。